# Friedrich Korkisch
Friedrich Rudolf Hubert Korkisch (* 6. Juli 1908 in Moravská Třebová; † 22. April 1985 in München) war ein deutscher Jurist. Er arbeitete ab 1934 als Referent am Kaiser-Wilhelm-Institut für ausländisches und internationales Privatrecht sowie ab 1937 auch am Kaiser-Wilhelm-Institut für ausländisches öffentliches Recht und Völkerrecht in Berlin. 1949 gelang ihm die Wiedereinstellung am Max-Planck-Institut für ausländisches und internationales Privatrecht, dessen Wissenschaftliches Mitglied er 1956 wurde. Ab 1956 lehrte er auch an der Universität Hamburg, ab 1962 als Professor.

## Leben
Der Sohn eines Fabrikanten legte 1927 am Staatsrealgymnasium in Mährisch-Trübau die Matura ab und begann ein Studium der Rechts- und Staatswissenschaften an der Deutschen Universität in Prag. Zwischenzeitlich studierte er drei Semester an der Christian-Albrechts-Universität zu Kiel, wo er 1931 ein Diplom als Volkswirt erwarb. 1934 wurde er bei Robert Neuner in Prag promoviert.
Korkisch trat zunächst als Konzipient in eine deutsche Anwaltskanzlei in Prag ein. Noch 1934 wurde er Referent am Kaiser-Wilhelm-Institut für ausländisches und internationales Privatrecht in Berlin. Hier beschäftigte er sich mit Privatrechtsordnungen der Staaten Ostmittel- und Südosteuropas einschließlich Österreichs. 1937 wurde er außerdem Referent für Volksgruppen- und Minderheitenrecht am Kaiser-Wilhelm-Institut für ausländisches öffentliches Recht und Völkerrecht in Berlin. Korkisch beantragte am 31. März 1939 die Aufnahme in die NSDAP und wurde rückwirkend zum 1. Dezember 1938 aufgenommen (Mitgliedsnummer 6.427.994), nahm aber wohl keine Funktionen innerhalb der Partei wahr.
Nach Kriegsende zog Korkisch mit seiner Familie in die Nähe von Garmisch-Partenkirchen. 1949 gelang es ihm, am Max-Planck-Institut für ausländisches und internationales Privatrecht in Tübingen wieder eingestellt zu werden. Er fungierte dort als Sachbearbeiter für Österreich, die Tschechoslowakei und die nordischen Staaten und leitete bis 1953 zudem die Institutsbibliothek. 1956 wurde er zum Wissenschaftlichen Mitglied des Max-Planck-Instituts ernannt.
Im März 1956 habilitierte sich Korkisch in Tübingen für Rechtsvergleichung, Internationales Privatrecht und Privatrechtsgeschichte der Neuzeit. Er zog mit dem Institut nach Hamburg. Von 1956 bis 1963 koordinierte er die Institutsgutachten. Ab 1962 bis zu seiner Emeritierung 1976 bzw. bis 1985 lehrte er auch als Professor an der Universität Hamburg.

## Schriften (Auswahl)
- Das Privatrecht im ehemals polnischen Staatsgebiet. Im Auftrag des Instituts. De Gruyter & Co, Berlin 1939.
- Der deutsche Einfluss auf die polnische Gesetzgebung in den Jahren 1919-1939. In: Die Burg : Vierteljahresschr. d. Instituts für Deutsche Ostarbeit in Krakau. 1 (1940) 1940, S. 28–42.
- Die Neuregelung der Staatsangehörigkeit in den Gebieten der früheren Tschechoslowakei. In: Zeitschrift für ausländisches öffentliches Recht und Völkerrecht : ZaöRV.10 (1940) 1940, S. 168–243.
- Die privatrechtliche Stellung der Deutschen im Generalgouvernement. In: Jahrbuch // Institut für Deutsche Ostarbeit, Krakau. 1941, S. 89–115.
- Zur Frage der Weitergeltung des Münchner Abkommens. In: Zeitschrift für ausländisches öffentliches Recht und Völkerrecht : ZaöRV.12 (1944) 1944, S. 83–105. (PDF)
- Die verfassungsrechtliche Entwicklung in der Tschechoslowakei bis zur Verfassung vom 9. Mai 1948. Kohlhammer, Stuttgart 1948. (PDF)
- Das neue internationale Privatrecht der Tschechoslowakei. In: Zeitschrift für ausländisches und internationales Privatrecht.17, Nr. 3 1952, S. 410–450.
- Das schwedische Gesetz über die Aktiengesellschaften vom 14. September 1944. Frankfurt am Main 1955, OCLC 611356152.
- Der gegenwärtige Stand der juristischen Volksgruppenforschung. In: Europa ethnica : Zeitschrift für Minderheitenfragen : mit offiziellen Mitteilungen d. Föderalistischen Union Europäischer Volksgruppen.18, Nr. 3 1961.
- Die tschechoslowakische Kontinuitätstheorie. Verlag Robert Lerche, München 1963.
- Internationales Privatrecht. 10. Auflage. Schweitzer, Berlin 1970.
- Einführung in das Privatrecht der nordischen Länder. 1. Auflage. Wiss. Buchges, Darmstadt 1977, ISBN 3-534-04807-5.
- Fragen des ost-mitteleuropäischen Rechts. Erdmann, Tübingen 1979, ISBN 3-7711-0968-X.
- Neue Tendenzen im Internationalen Privatrecht Osteuropas. In: Jahrbuch für Ostrecht : JOR.21, Nr. 1/2 1980, S. 9–46.